# Canoë kayak club de Vienne
 (mai 2015).
Si vous disposez d'ouvrages ou d'articles de référence ou si vous connaissez des sites web de qualité traitant du thème abordé ici, merci de compléter l'article en donnant les références utiles à sa vérifiabilité et en les liant à la section « Notes et références ».
Vous êtes invité à donner votre avis sur cette page de discussion, de manière argumentée en vous aidant notamment des critères d’admissibilité ou en présentant des sources extérieures et sérieuses.  
Après avoir apposé le modèle {{Admissibilité}} sur une page, suivez les étapes expliquées sur Wikipédia:Débat d'admissibilité/Aide :
| 1. | Créez la page de débat d'admissibilité.                                                                      | Sauvegardez d’abord la page pour l’initialiser puis indiquez votre motivation.                    |
| 2. | Important : ajoutez une entrée dans la section Débat d'admissibilité du jour.                                | Utilisez ce texte : *{{L\|Canoë kayak club de Vienne}}                                            |
| 3. | Pensez à informer les contributeurs principaux de la page et les projets associés lorsque cela est possible. | Utilisez ce texte : {{subst:Avertissement débat d'admissibilité\|Canoë kayak club de Vienne}}~~~~ |

Le Canoë-Kayak Club de Vienne (CKCV) est un club de canoë-kayak qui occupe un bras du Rhône à Saint-Romain-en-Gal, celui de la presqu’île appelée Ile Barlet. Le club est affilié à la Fédération française de canoë-kayak.

## Histoire
Le club a été créé en 1920 par Émile Rambaud et compte en 2015 quatre champions du monde : Gilles Zok, Anne-Blandine Crochet, Boris Saunier et Pierre-Étienne Rouveure.

## Palmarès

### Gilles Zok
Championnats du monde de descente
- 1987 à Bourg-Saint-Maurice[2]
  - Médaille d'or en sprint C1
  - Médaille d'argent en sprint C1 par équipes
- 1985 à Garmisch
  - Médaille d'or en sprint C1
  - Médaille d'or en sprint C1 par équipes
- 1983 à Merano, Italie 
  - Médaille d'or en sprint C1
  - Médaille d'or en sprint C1 par équipes
- 1981 à Bala, Royaume-Uni 
  - Médaille d'or en sprint C1
  - Médaille d'or en sprint C1 par équipes
- 1979 à Desbiens, Canada 
  - Médaille d'argent en sprint C1
  - Médaille d'or en sprint C1 par équipes
- 1977 à Spittal, Autriche 
  - Médaille d'argent en sprint C1
  - Médaille d'or en sprint C1 par équipes

### Boris Saunier
Championnats du monde de descente
- 2002 à Valsesia, Italie 
  - Médaille d'or en K1, Course Sprint
  - Médaille d'or en K1, Course classique
- 2000 à Treignac
  - Médaille de bronze en K1 par équipe

### Anne Blandine Crochet
Championnats du monde de descente
- 1998 à Garmisch, Allemagne [3]
  - Médaille de bronze en K1
  - Médaille d'or en K1 par équipe
- 2000 à Treignac, France
  - Médaille de bronze en K1
  - Médaille d'or en K1 par équipe
- 2002 à Valsésia, Italie
  - Médaille d'or en K1 par équipe, course classique
- 2004 à Garmisch, Allemagne
  - Médaille d'argent en K1, course classique
  - Médaille d'or en K1, course sprint